# 蔺苞
蔺苞（?—?），西汉末年新朝时官员。
蔺苞任中郎将。王莽始建国二年（10年），匈奴因为王莽更换单于玺，怨恨，攻掠新朝边郡，王莽于是改匈奴单于名为“降奴服于”，命孙建等十二将率军伐单于。将分匈奴之地为十五部，派蔺苞与副校尉戴级携珍宝率万骑至塞下，招诱呼韩邪单于其他的十五个儿子，立为十五单于。蔺苞因此被王莽封为宣威公，升为虎牙将军。乌珠留单于更加愤怒，发兵大举侵犯新朝边境。